# Acacia durandiana
Acacia durandiana é uma espécie de leguminosa do gênero Acacia, pertencente à família Fabaceae.